# Canadian Digital Songs
Hot Canadian Digital Singles Chart Es parte de la lista Canadian Hot 100. El gráfico se publica en Canoe.ca todos los jueves.